# کمال موسوی
کمال‌ موسوی استاد و پژوهشگر ایرانی بود. استاد دکتر کمال موسوی فرزند سید جلال در ۱۲ تیر ۱۳۰۵ در محلۀ بیدآباد اصفهان به دنیا آمد. تحصیلات حوزوی را تا مرحلۀ اجتهاد در حوزه‌های علمیۀ اصفهان و قم، و تحصیلات دانشگاهی را تا دکتری در دانشگاه تهران به انجام رساند. از سال ۱۳۳۰ تا سال ۱۳۹۷ در حوزه‌های علمیه، آموزش و پرورش، دانشگاه اصفهان و دانشگاه‌های آزاد به تدریس دروس حوزوی و دانشگاهی (الهیات، تاریخ، حقوق، زبان و ادبیات عربی و فارسی و انگلیسی) اشتغال داشت. چهار کتاب (تألیف و ترجمه)، و بیش از بیست مقاله و سخنرانی به زبان‌های فارسی، عربی و انگلیسی از جملۀ آثار علمی اوست و از آن میان، کتاب «فرهنگ روز» برندۀ جایزۀ سلطنتی کتاب سال ۱۳۴۳ شده است. وی مدتی هم سفیر ایران در لبنان بوده است. بسیاری از استادان دانشگاه‌های ایران افتخار شاگردی او را داشته‌اند و همواره او را به نبوغ علمی، ذوق ادبی، قوّت حافظه، و نکته‌سنجی‌ها و ظرافت‌های طنازانه ستوده‌اند. استاد در تاریخ ۱۵ فروردین ۱۴۰۲ در اصفهان درگذشت.  

## سوابق تحصیلی[۱]
1. اخذ دیپلم رشتهٔ ادبی در سال ۱۳۲۷ به صورت متفرقه در تهران و تحصیلات حوزوی تا اجتهاد، در حوزه‌های علمیه اصفهان و قم
2. اخذ مدرک کارشناسی رشته معقول در سال ۱۳۳۰ از دانشگاه تهران
3. اخذ مدرک دکتری رشته منقول در سال ۱۳۴۷ از دانشگاه تهران

عنوان پایان‌نامه دکتری: «تمدن اسلام در اسپانیا» با رتبه بسیار خوب

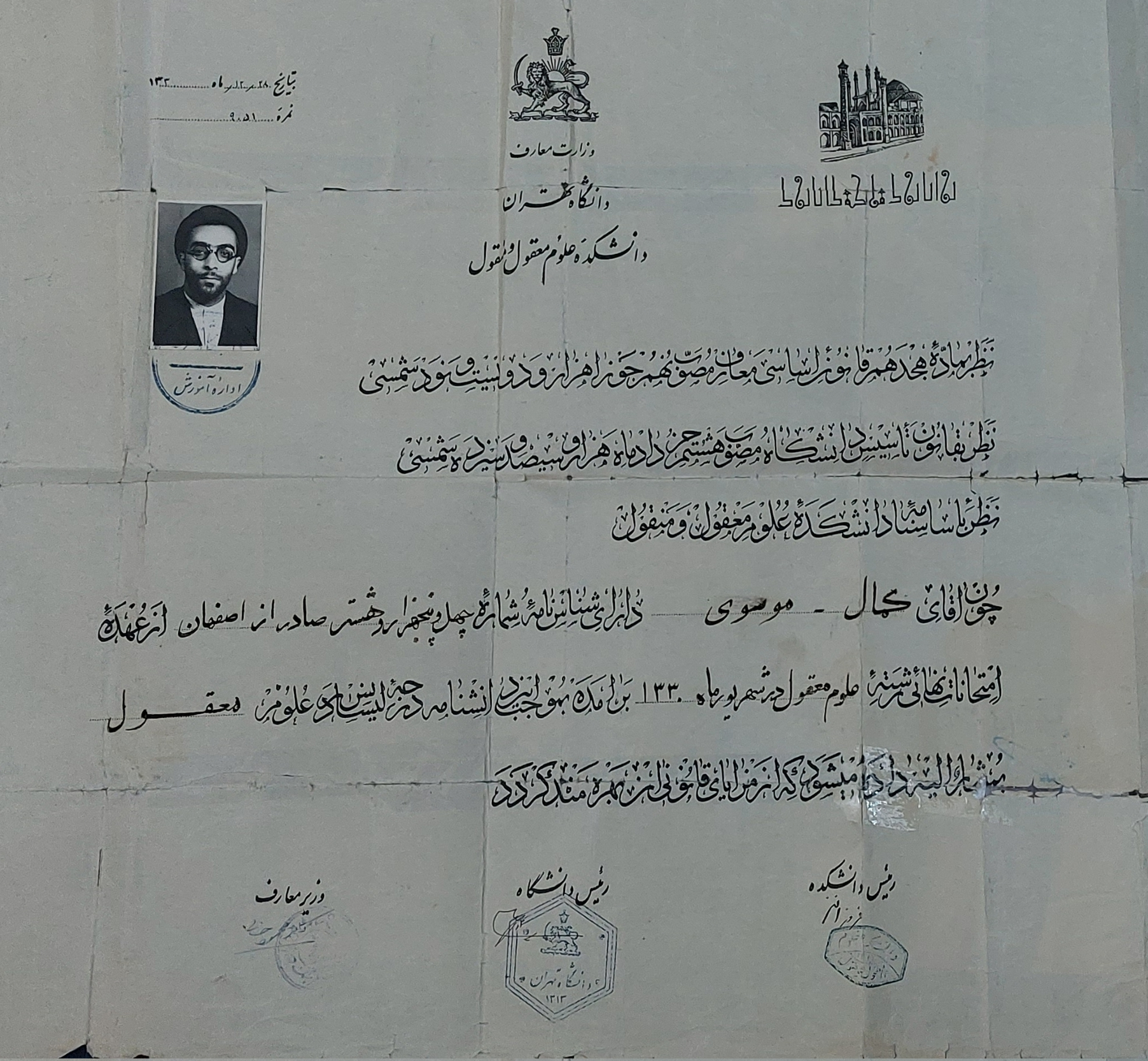
مدرک لیسانس رشته معقول از دانشگاه تهران - ۱۳۳۰

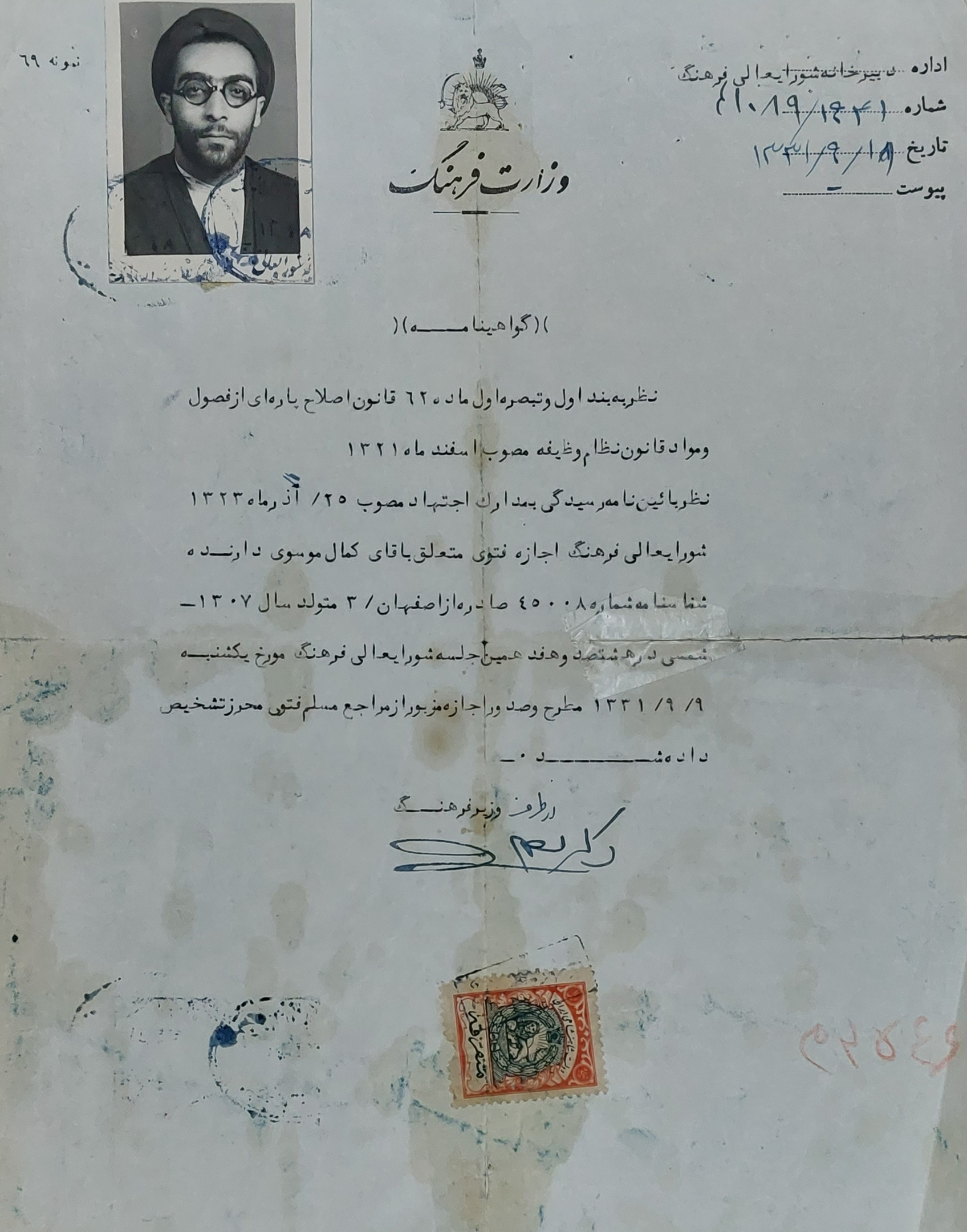
گواهینامه اجازه فتوی از وزارت فرهنگ - ۱۳۳۱

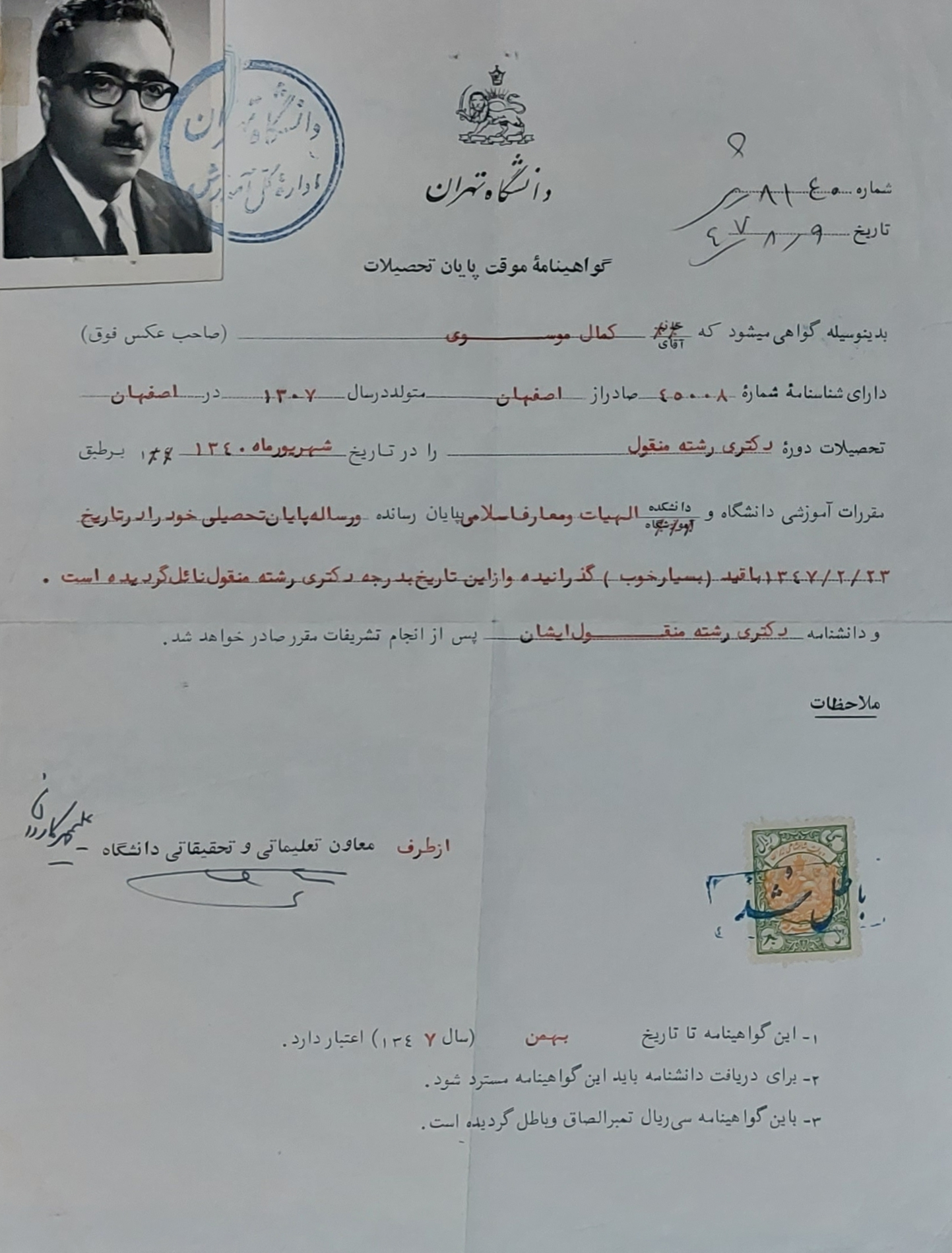
گواهینامه موقت پایان تحصیلات از دانشگاه تهران برای دکتری رشته منقول - ۱۳۴۷

## سوابق تدریس[۱]
| نام مؤسسه/دانشگاه                                      | توضیحات |
| ------------------------------------------------------ | --- |
| آموزش و پرورش اصفهان                                   | ۱۳۳۰ تا ۱۳۴۷ |
| دانشگاه اصفهان                                         | گروه‌های الهیات، تاریخ، حقوق، زبانشناسی، زبان و ادبیات فارسی، زبان و ادبیات عربی در مقطع کارشناسی، کارشناسی ارشد و دکتری از مهر ۱۳۳۸               |
| حوزه علمیه اصفهان، مدرسه نیمآورد و در مدرسه صدر اصفهان | سال‌های قبل از ۱۳۲۴ |
| حوزه علمیه قم                                          | ۱۳۲۴ تا ۱۳۲۸ |
| دانشگاه آزاد اسلامی نجف‌آباد                            | گروه‌های الهیات، حقوق، زبانشناسی، زبان و ادبیات فارسی، زبان و ادبیات عربی از ۱۳۶۵ به عنوان حق التدریس و از مهر ماه سال ۱۳۶۷ به عنوان عضو هیأت علمی |

## مقالات منتشر شده در مجلات و دایره المعارف‌ها[۱]
1. علمانیه - La'cisme، نشریه دانشکده ادبیات و علوم انسانی دانشگاه اصفهان، س ۵، ۱۳۴۵
2. بررسی کوتاهی درباره رویدادهای مذهبی در ایران پس از اسلام، (به زبان انگلیسی)، نشریه دانشکده ادبیات و علوم انسانی دانشگاه اصفهان، س ۸، ش ۹، ۱۳۵۱
3. دیوان طیب اصفهانی، نشریه دانشکده ادبیات و علوم انسانی دانشگاه اصفهان، س ۷، ش ۸، ۱۳۵۱
4. صوت أبی الریحان، نشریه دانشکده ادبیات و علوم انسانی دانشگاه اصفهان، س ۹، ش ۱۰، ۱۳۵۳
5. الأدب الایرانی و تطور الأدب العربی، مجله الثقافة، ژانویه ۱۹۷۸م (قاهره، مصر)
6. موقف الشعر الفارسی و دوره الحاسم، مجله الشعر، ش ۴، آوریل ۱۹۸۷ (قاهره، مصر)
7. نگاهی به فرهنگ و ادبیات عربی در اندلس، وحید، ش ۲۳۴ و ۲۳۵، نیمه دوم خرداد و نیمه اول تیر سال ۱۳۵۷
8. فتح‌نامه اصفهان، نشریه دانشکده ادبیات و علوم انسانی دانشگاه اصفهان، ش ۲۰ و ۲۱،‌ بهار و تابستان ۱۳۷۱
9. شهشهانی مجتهدی واقف، ناقدی ژرف‌نگر، میراث جاویدان، س ۵، ش ۳ و ۴ (پیاپی ۱۹ و ۲۰)، پاییز و زمستان ۱۳۷۶
10. هور شاعر جامع الخطوط و هنرمند تاریخچه سرا، فرهنگ اصفهان، ش ۱۷ و ۱۸، پاییز و زمستان ۱۳۷۹
11. نقد و تحلیلی بر کتاب گلستان - روضة الورد، نشریه دانشکده ادبیات و علوم انسانی دانشگاه اصفهان، ش ۲۸ و ۲۹، بهار و تابستان ۱۳۸۱
12. شرح و توضیح شکوائیه شیخ الرئیس قاجار، کاوش‌نامه زبان و ادبیات فارسی، ش ۱۱، پاییز و زمستان ۱۳۸۴
13. قاضی نظام‌الدین اصفهانی و هم‌سخنی با شاعران پارسی‌گو، نشریه ادبیات تطبیقی دانشکده ادبیات و علوم انسانی دانشگاه شهید باهنر کرمان، دوره جدید، س ۱، ش ۲، بهار ۱۳۸۹، مشترک با سیدمحمدرضا ابن‌الرسول[۲]
14. شهشهانی با اضافات ادبی و نکات بلاغی اشعار شهشهانی به اضافه فتاوی نادره آن نادره زمان در رساله‌های علمیه خود جهت مقلدین، دانشنامه تخت فولاد، چاپ مجموعه فرهنگی مذهبی تخت فولاد، جلد دوم، ۱۳۹۱
15. قاضی نظام‌الدین اصفهانی و هم‌آوایی با عربی سرایان، کاوش‌نامه ادبیات تطبیقی (مطالعات تطبیقی عربی-فارسی) دانشکده ادبیات و علوم انسانی، دانشگاه رازی کرمانشاه،‌س ۴، ش ۱۳، بهار ۱۳۹۳، ص ۱۲۱ تا ۱۴۴، مشترک با محمد فاضلی و سیدمحمدرضا ابن‌الرسول[۳]
16. بهار و ادب عربی، کاوش‌نامه ادبیات تطبیقی، س ۶، ش ۲۴، زمستان ۱۳۹۵، مشترک با سیدمحمدرضا ابن‌الرسول[۴]

## کتاب‌های منتشر شده[۱]

### نگارش کامل:
1. فرهنگ روز، تهران: انتشارات امیرکبیر، چاپ اول ۱۳۴۳، و اصفهان: انتشارات شهریار، ۱۳۵۰ و ۱۳۵۵
2. نقد و تحلیل درباره اعلام «المنجد» به زبان عربی،‌ اصفهان: دانشگاه اصفهان، ۱۳۵۰

### ترجمه:
1. دیکتاتورها و آزادی قلم به اهتمام حسن صائب (ترجمه مقاله عربی الطغاة و حریة القلم اثر محمدحسین هیکل)، اردیبهشت ۱۳۳۲
2. دایرة المعارف شیعه (ترجمه اعیان الشیعه ج ۱، اثر سیدمحسن امین عاملی)، تهران:‌ انتشارات کتابفروشی اسلامیه، ۱۳۴۵

## سخنرانی‌های علمی و مقالات منتشر شده در همایش‌ها[۱]
1. بررسی تحولات مذهبی در ایران، سالن ارمنی‌شناسی دانشگاه اصفهان، ۱۳۵۳
2. تاریخ مختصر تصوف و عرفان، سالن ارمنی‌شناسی دانشگاه اصفهان، ۱۳۵۳
3. بررسی و تحقیق درباره فرق مختلف کشور، سالن ارمنی‌شناسی دانشگاه اصفهان، ۱۳۵۳
4. اسلام و تشیع، سخنرانی به زبان انگلیسی، در دانشکده پزشکی دانشگاه اصفهان برای استادان و دانشجویان آمریکایی، ۱۳۵۵
5. نظری به قوانین اسلام، سخنرانی به زبان انگلیسی در انجمن ایران و آمریکا، انجمن بانوان آمریکایی، ۱۳۵۵

## طرح‌های پژوهشی[۱]
1. مجری طرح پژوهشی «جستجوی کلمات و ترکیبات جدید در عربی امروز و معادل آن در زبان فارسی» دانشگاه اصفهان، به شماره ۵۳۰۰۷ مصوب ۲۵ اردیبهشت ۱۳۵۳
2. مجری طرح پژوهشی «تجدید نظر و افزودن چندین هزار واژه به کتاب فرهنگ روز» دانشگاه اصفهان، به شماره ۳۵۰۳۳، مصوب ۱۵ اسفند ۱۳۵۵

## سوابق اجرایی و عضویت در نهادهای داخل و خارج از دانشگاه[۱]
1. همکاری با دفتر دائمی همکاری جهان عرب جهت معرفی دانشمندان ایرانی از قبیل سیبویه و ابن مقفع، ۱۳۴۹
2. عضویت در کنگره شرق‌شناسان بریتانیا ۱۳۵۰
3. عضویت در کمیته کتابخانه دانشکده ادبیات و علوم انسانی دانشگاه اصفهان (نماینده گروه زبان‌های خارجی در کمیته کتاب دانشکده ادبیات)، از ۱۳۵۳ به مدت دو سال
4. ریاست هیئت تحریریه و سردبیر نشریه دانشکده ادبیات و علوم انسانی دانشگاه اصفهان،‌ ۱۳۵۴
5. عضویت در کمیته تحقیق دانشکده ادبیات و علوم انسانی دانشگاه اصفهان، ۱۳۵۴
6. سرپرست گروه عربی دانشگاه اصفهان در غیاب دکتر کریمی،‌از ۱۲ شهریور ۱۳۵۵تا ۱۹ همان ماه
7. نماینده گروه عربی در شورای پژوهشی دانشکده زبان‌های خارجی دانشگاه اصفهان، ۱۳۵۵ به مدت یک سال
8. مدیریت گروه عربی دانشگاه اصفهان، ۱۳۵۷
9. عضویت در کمیته انتصابات و ترفیعات دانشگاه اصفهان، از ۱۳۵۷ به مدت دو سال
10. دادستان هیئت رسیدگی انتظامی بدوی کادر آموزشی دانشگاه اصفهان، ۱۳۵۸
11. عضویت در هیئت رسیدگی انتظامی، ۱۳۵۸
12. معاونت دانشکده،‌ ۱۳۵۸
13. نماینده مرکز نشر دانشگاهی اصفهان، در ۱۳۶۰
14. سرپرست مرکز نشر دانشگاهی، ۱۳۶۱
15. ریاست هیئت تحریریه و سردبیر نشریه دانشکده زبان‌های خارجی دانشگاه اصفهان
16. عضویت در کنگره تحقیقات ایرانی
17. عضویت در هیئت تحریریه نشریه دانشکده ادبیات و علوم انسانی دانشگاه اصفهان

## جوایز و افتخارات دوران تحصیل و خدمت
کمال موسوی برای نگارش کتاب فرهنگ روز عربی - فارسی در سال ۱۳۴۳ برندهٔ جایزه سلطنتی کتاب سال شد. همچنین به عنوان بهترین پژوهشگر دانشکده ادبیات و علوم انسانی دانشگاه اصفهان در سال تحصیلی ۱۳۵۲ - ۱۳۵۳ شناخته شد.

## مأموریت‌ها[۱]
1. مأموریت به دانشگاه دورهام انگلستان از ۲۶ شهریور ۱۳۵۱ به مدت یک سال (فرصت مطالعاتی)
2. مأموریت به دانشگاه کاتولیک واشنگتن در سال ۱۳۵۱ به مدت یک ماه (در ضمن فرصت مطالعاتی)
3. مأموریت به نمایشگاه جهان اسلام در انگلستان از ۳ تیر ۱۳۴۴ به مدت ۱۰ روز
4. مأموریت به دانشگاه عین شمس قاهره مصر از ۱ مهر ۱۳۵۶ به مدت یک سال (فرصت مطالعاتی)
5. سفیر جمهوری اسلامی ایران در لبنان از ۴ اردیبهشت ۱۳۵۹ تا ۱ دی ۱۳۵۹